# Fullness Factor
Il Fullness Factor, o FF, traducibile in italiano come fattore di sazietà, è un parametro che misura il valore della sazietà, entro due ore dopo l'assunzione, di diversi alimenti prendendo come riferimento una quota isocalorica standard di 1000 kJ, equivalenti a circa 240 kcal. Si tratta di una rielaborazione matematica del già esistente Indice di sazietà, scoperto nel 1995 dal Holt et al., finalizzato allo stesso obiettivo.
Nutrition Data, noto sito web dedicato alla nutrizione, ha creato nel 2003, l'indice di sazietà brevettandolo e rielaborandolo attraverso uno specifico metodo di calcolo. I suoi ideatori hanno formulato questo indice attraverso un'analisi matematica e multidisciplinare, nella quale sono stati riutilizzati i profili nutrizionali degli alimenti testati nello studio dell'indice di sazietà. Da quanto riscontrato, risulta che esiste una buona correlazione tra i valori dell'indice di sazietà e la quantità di calorie presente in ogni alimento. Vi è anche una correlazione significativa, ma minore, tra l'indice ed il contenuto netto di carboidrati, grassi, fibre alimentari e proteine. Dal modello matematico sviluppato, la Nutrition Data è stata in grado di creare un'equazione per convertire il profilo nutrizionale di un alimento nell'indice di sazietà previsto, chiamato Fullness Factor.  Questo indice è normalizzato in modo che tutti i valori risultanti rientrino in un range compreso tra il valore 0 ed il valore 5. Il Fullness Factor calcolato per il pane bianco, per esempio, è di 1,8, quindi valori superiori a questo indicano la presenza di un alimento più saziante del pane bianco, mentre valori inferiori a 1,8 indicano la presenza di un alimento meno saziante. Il Fullness Factor degli alimenti è indipendente dalla peso della porzione.

## Osservazioni
Dalle precedenti ricerche effettuate sull'indice di sazietà, è stato determinato che gli alimenti che contengono notevoli quantità di grassi, zuccheri e/o amidi, posseggono un basso Fulness Factor, per cui molto più facile eccedere nella loro assunzione. Mentre gli alimenti che contengono grandi quantità di acqua, fibre, e/o proteine hanno invece Fulness Factor più elevati.  Questi includono la maggior parte delle verdure, della frutta e delle carni magre, per cui sono più efficaci nel ridurre il senso di fame.

## Alimenti liquidi
Anche se tutti gli elementi presenti nella tabella sono cibi solidi, il Fulness Factor può essere calcolato anche per i liquidi, comprese le minestre e le bevande. Alimenti più liquidi hanno un Fulness Factor medio, a causa del loro alto contenuto di acqua. Gli alimenti liquidi hanno infatti un potere saziante mediamente elevato, ma solo nel breve termine, in quanto, soprattutto quelli a bassa viscosità, come acqua, succhi di frutta o bibite, subiscono un rapido svuotamento gastrico, per cui possono far riemergere rapidamente il senso di fame.

## Vantaggi del Fulness Factor
Questo indice misura con una certa precisione l'effetto saziante di un alimento, valutando esclusivamente il suo contenuto di nutrienti. Questo significa che è possibile prevedere quali alimenti e ricette saranno più favorevoli ad un determinato regime alimentare. 

## I limiti del Fulness Factor
Tale indice, comunque ha dei limiti, infatti è calcolato esclusivamente in base al contenuto nutritivo del cibo, utilizzando i valori di quei nutrienti che sperimentalmente hanno dimostrato di avere un maggiore impatto sulla sazietà. Vi sono tuttavia altri fattori che possono influenzare la capacità di un alimento nel soddisfare la fame. Ad esempio, un particolare gusto, la sua appetibilità, elementi che possono incoraggiarne o scoraggiarne il consumo. L'appetibilità di un alimento è comunque un fattore esclusivamente soggettivo, pertanto non può essere misurato con precisione. Il Fulness Factor fornisce quindi solo una stima della sazietà prima del consumo alimentare.

## Cosa dice il suo creatore
- La formula non tiene conto di tutti i fattori conosciuti che contribuiscono a definire con maggior precisione il senso di sazietà.
- La formula è derivata utilizzando un limitato insieme di dati.
- I dati si basano su un criterio stabilito soggettivamente.

Il Fullness Factor è comunque un primo passo nello stabilire il concetto dell'effetto saziante degli alimenti ragionevolmente calcolabile anche in base ai valori dei nutrienti presenti.
Abbiamo inoltre consentito ai visitatori del sito web accesso libero agli strumenti di calcolo del Fulness Factor per consentire anche eventuali sperimentazioni. Il nostro sito riceve circa 500.000 visitatori al mese, compresi diversi ricercatori sull'obesità. Speriamo che la presentazione delle nostre idee incoraggi ulteriori studi che permetteranno a questa formula di essere ulteriormente migliorata.
Ho un grande rispetto per la quantità e qualità di ricerche sull'indice glicemico avviate da Jennie Brand-Miller. Credo che l'indice ed il carico glicemico siano indicatori preziosi per la valutazione dell'impatto dei carboidrati nell'alimentazione correlata all'obesità. Come scienziato ed atleta, per più di dieci anni ho utilizzato i valori dell' indice glicemico per definire le mie scelte alimentari. Tuttavia, il pubblico ha considerato erroneamente questo indice come una possibile ed unica soluzione per poter dimagrire, anche se deve sapere, a nostro parere, che questo non è un indicatore abbastanza completo per definire quali alimenti siano preferibili in una dieta dimagrante. 
Il nostro obiettivo è quello di creare una modalità più semplice per la persona media, che può anche non capire che cosa sia un carboidrato per valutare una delle caratteristica più importanti degli alimenti. Il Fulness Factor, comunque, non è la risposta completa alla lotta all'obesità, ma crediamo che sia almeno un miglioramento rispetto alla semplicistico calcolo delle calorie. E quando uniamo il Fuller Factor con la nostra classificazione basata sulla densità di nutrienti (nutrient-density-based Rating), come facciamo nella nostra mappa dell' obiettivo nutrizionale (Nutritional Target Map, descritta nel sito), le raccomandazioni alimentari risultanti si rivelano perfettamente in linea con i piani dietetici più importanti (ad esempio, una maggiore affidamento alla frutta fresca, verdura, pesce e carni magre, inferiore dipendenza da zuccheri, grassi e alimenti lavorati). I nostri calcoli non potranno mai sostituire un dietista esperto, ma speriamo di aiutare a colmare diverse lacune, soprattutto per coloro che non hanno accesso a conoscenze specialistiche particolari.»
(Ron Johnson, titolare del sito NutritionData.com)

## Tabella del Fullness Factor
| Cibo                   | Fullness Factor |
| ---------------------- | --------------- |
| Germogli               | 4.6             |
| Anguria                | 4.6             |
| Pompelmo               | 4.0             |
| Carote                 | 3.8             |
| Arance                 | 3.5             |
| Pesce bollito          | 3.4             |
| Petto di pollo arrosto | 3.3             |
| Mele                   | 3.3             |
| Bistecca di manzo      | 3.2             |
| Porridge               | 3.0             |
| Pop corn               | 2.9             |
| Patate al forno        | 2.5             |
| Yogurt low fat         | 2.5             |
| Banana                 | 2.5             |
| Maccheroni e formaggio | 2.5             |
| Riso integrale         | 2.3             |
| Spaghetti              | 2.2             |
| Riso bianco            | 2.1             |
| Pizza                  | 2.1             |
| Arachidi               | 2.0             |
| Gelato                 | 1.8             |
| Pane bianco            | 1.8             |
| Raisins                | 1.6             |
| Snickers               | 1.5             |
| Miele                  | 1.4             |
| Saccarosio             | 1.3             |
| Glucosio               | 1.3             |
| Patatine               | 1.2             |
| Burro                  | 0.5             |

La tabella sopra riportata fornisce solo un esempio del Fulness Factor per alcuni tipi di alimenti, e comunque non vuole essere un elenco completo. Sul sito della Nutrition Data è possibile cercare altri cibi ed il loro relativo Fulness Factor. Alcuni cibi con nomi simili possono avere un indice molto diverso tra loro, a seconda dei loro ingredienti. Ad esempio, i pop corn preparati senza burro hanno un maggiore Fulness Factor dei popcorn preparati con questo ingrediente. 